# Manuel Hidalgo (militar)
Manuel Hidalgo fue un capitán argentino de granaderos que participó de la Expedición libertadora a Chile muriendo en combate en la Batalla de Chacabuco.

## Biografía
Manuel Hidalgo nació en Buenos Aires, Virreinato del Río de la Plata (Argentina), a fines del siglo XVIII, hijo de Manuel Hidalgo y de Petrona Creu
Se alistó muy joven en el nuevo Regimiento de Granaderos a Caballo.
En efecto, el 16 de marzo de 1812 el gobierno encargó a José de San Martín la formación de un cuerpo de caballería de elite, el Regimiento de Granaderos a Caballo. En rápida sucesión el 16 de marzo de 1812 fueron expedidos los despachos para San Martín como comandante del escuadrón y para José Matías Zapiola como capitán de la 1.º compañía, el 17 de marzo el de Carlos María de Alvear como sargento mayor, y el 24 de abril de 1812 los de Pedro Vergara como capitán de la 2.º compañía, los tenientes Justo Bermúdez y Agenor Murillo, los alféreces Hipólito Bouchard y Mariano Necochea y del porta-estandarte del primer escuadrón del Regimiento, Manuel Hidalgo.
Actuó en diversas acciones de guerra en el frente de la Banda Oriental y asistió al Sitio de Montevideo.
El 4 de junio de 1812 fue promovido a subteniente y el 24 de septiembre de ese año fue ascendido a teniente.

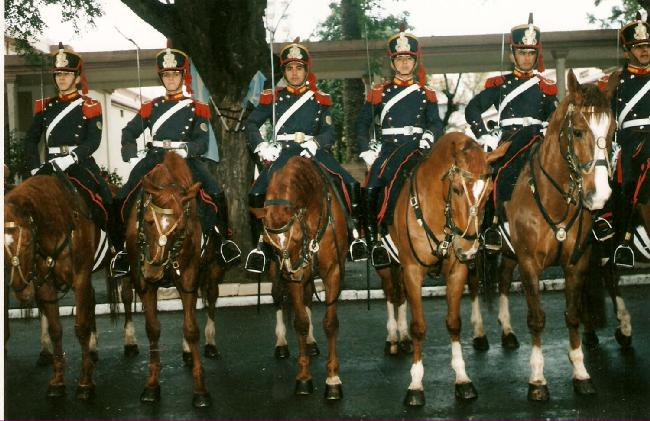
Regimiento de Granaderos a Caballo.

A mediados de enero de 1813 Manuel Hidalgo fue enviado a Santa Fe con 38 granaderos. La escasez de sables en los granaderos a caballo en ese momento era tal que marchó con machete como única arma, "impropio para toda clase de soldado". Solo al llegar a Concepción del Uruguay, el jefe de las fuerzas de la provincia de Entre Ríos, mayor Hilarión de la Quintana, logró reunir 28 sables de latón entre los paisanos a quienes "he suplicado me los donen".
Hallándose en Santa Fe de guarnición fue enviado con 35 blandengues y 38 granaderos como refuerzos para las tropas que al mando de José de San Martín acababa de vencer en el combate de San Lorenzo por si los realistas intentaban un nuevo ataque
Pasó con su pequeña unidad a cubrir las riberas del río Uruguay y el 21 de noviembre de 1813 en Landa (Entre Ríos, próximo al Fuerte de Ibicuy), con veinte granaderos a caballo salió al encuentro de una fuerza de 600 hombres. Pese a provocarlos al combate mofándose incluso de ellos, los realistas huyeron buscando el abrigo de sus buques cruzando un estero de una vara de profundidad para evitar el asalto de los jinetes.
Al iniciarse la organización del Ejército de los Andes, Hidalgo pasó a servir en el mismo con el grado de capitán, al que había sido promovido el 4 de diciembre de 1813
Tras el cruce de los Andes asistió a la batalla de Chacabuco el 12 de febrero de 1817. Peleó heroicamente hasta que en un momento "se le desbocó el caballo y lo metió entre los enemigos, los que lo sacaron del caballo en las bayonetas" como relata San Martín en su parte de la batalla.
Sus funerales se efectuaron el 12 de marzo de 1817 en Santiago de Chile.

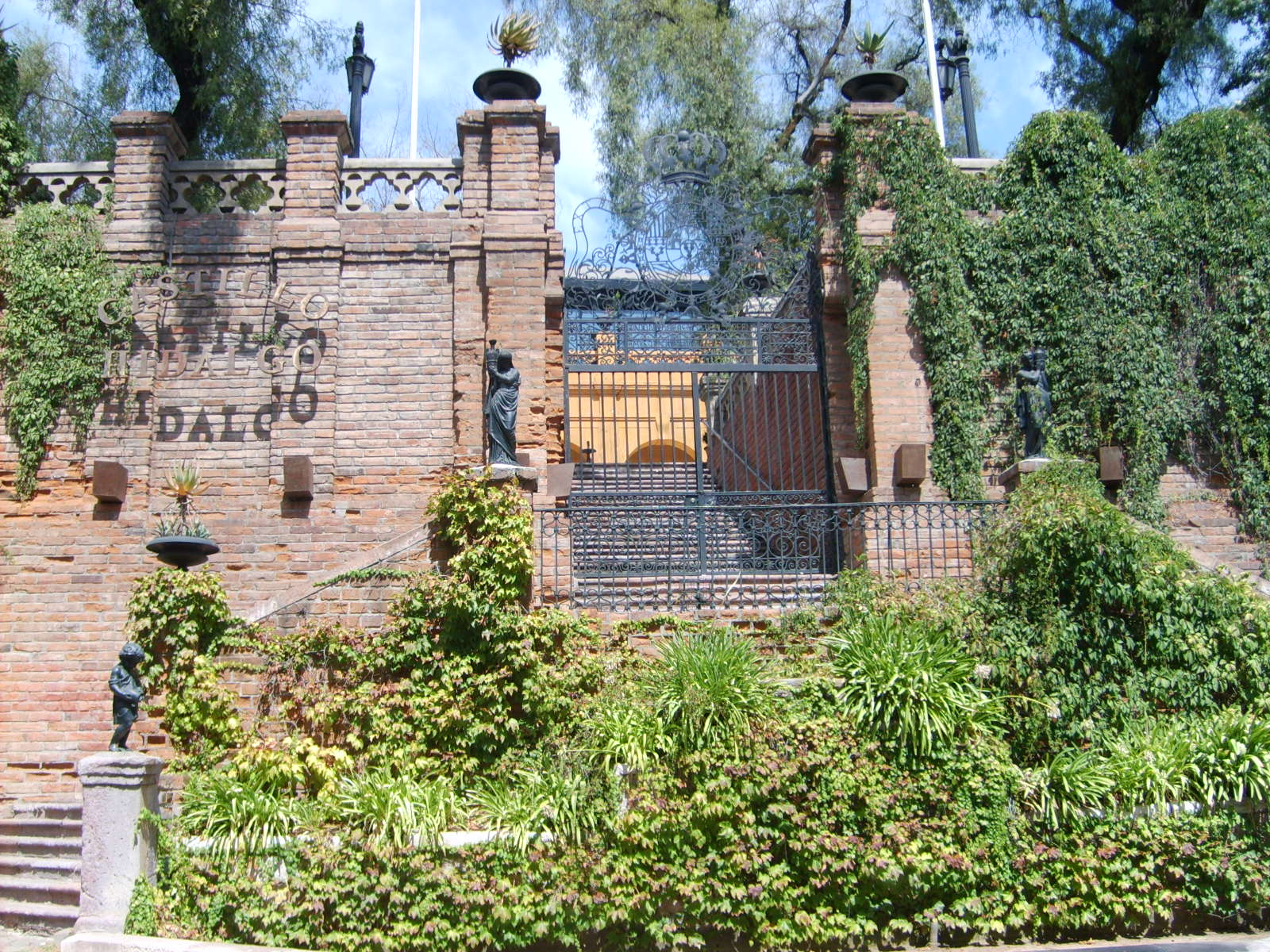
Frontis del Castillo Hidalgo.

Con su nombre y el de su compañero el capitán José Ignacio González fueron rebautizados los dos fuertes del Cerro Santa Lucía que habían sido levantados en Santiago de Chile por el mariscal de campo realista Francisco Marcó del Pont para dominar con sus cañones a la ciudad. El Castillo Hidalgo se convirtió hoy en una atracción turística y un completo centro de convenciones y eventos
Tras Chacabuco el gobierno chileno encabezado por Bernardo O'Higgins dispuso otorgar pensiones a madres y viudas de los caídos en la guerra, lista que encabezaba Petrona Creu, madre del Capitán de Granaderos Manuel Hidalgo: "Nunca con más justicia debe sobrevivir la gratitud pública a las buenas acciones, que siendo estimulada por la sangre de los héroes sacrificados a la libertad de la nación (...) Las viudas y madres de los vencedores de Chacabuco excitan el reconocimiento del gobierno cuando en ellas vive la memoria de los bravos que extinguieron la tiranía; pero las urgencias del Estado no proporcionan una digna recompensa. La pequeña asignación de doce pesos mensuales respecto de las viudas o madres de sargentos, y diez a favor de las que sean de cabos o soldados, será una mera demostración de los sentimientos que nos animan."